# 紗々 (菓子)
紗々（さしゃ）はロッテが製造販売するチョコレート。キャッチフレーズは「”つむぐ、織りなす…” 繊細で上品な味わい」。

## 概要
1995年発売開始。セミビターチョコレートとホワイトチョコレートの2種類のチョコレートを使用しており、それぞれの細い線状に加工されたチョコレートが編み上げられているのが特徴。
開発されたのは販売開始となった1995年であり、これまでにない食感や形状のチョコレートを作るというコンセプトから始まり、当時の開発担当者の一人が購入した1枚の布がモチーフとなった。最初はメッシュチョコという名前で開発がスタートした。
名前である「紗々」の由来は、”薄く透き通る絹織物”を意味する「紗」からきており、2種類のチョコレートを使用していることからもう1字重ね、「紗々」となった。
パッケージは5度変わっており、2022年現在のパッケージは6代目である。

## パッケージ歴史
- 初代：1995年 -
- 2代目：2004年 -
- 3代目：2008年 -
- 4代目：2013年 -
- 5代目：2017年 -
- 6代目：2021年 -